# Wilhelm Cordes
Wilhelm Cordes (Wilhelmsburg, 1840 - Hamburg, 1914) fou un arquitecte i director del cementiri d'Ohlsdorf de la ciutat estat d'Hamburg a Alemanya.
Ix d'una família d'agricultors i de moliners de Wilhelmsburg, aleshores al Regne de Hannover. Va rebre una formació de fuster i després va estudiar arquitectura a l'Escola Politècnica de Hannover. Des del 1874 va treballar a la gerència de les obres públiques de la ciutat d'Hamburg, sota la direcció de l'arquitecte Franz Andreas Meyer.
De 1877 a 1879 va ser director de les obres del cementiri d'Ohlsdorf, que la ciutat d'Hamburg va crear per tal de poder evacuar els cementiris a l'entorn de les esglésies del centre històric, al mig de la ciutat creixent, a la qual l'espai urbanitzable feia falta. Va dissenyar el cementiri com un parc, però també la majoria dels edificis: les capelles funeràries 2 a 8, l'edifici administratiu i la torre d'aigua. Al prefaci del primer guia del cementiri publicat el 1897 va escriure:
| « | Un cementiri no ha de ser un lloc dels morts i de descomposició. Ha de ser agradable i suau per al visitant i […] esdevenir així un lloc sagrat. Un barreig pintoresc i equilibrat d'arquitectura, d'escultura i d'arquitectura del paisatge ha de donar espai a la fantasia de l'home i donar-li un camp de treball sense límits i inesgotable. | » |

Va ser sebollit al “seu” cementiri a un sepulcre difícil de trobar, gairebé cobert de rododendres.

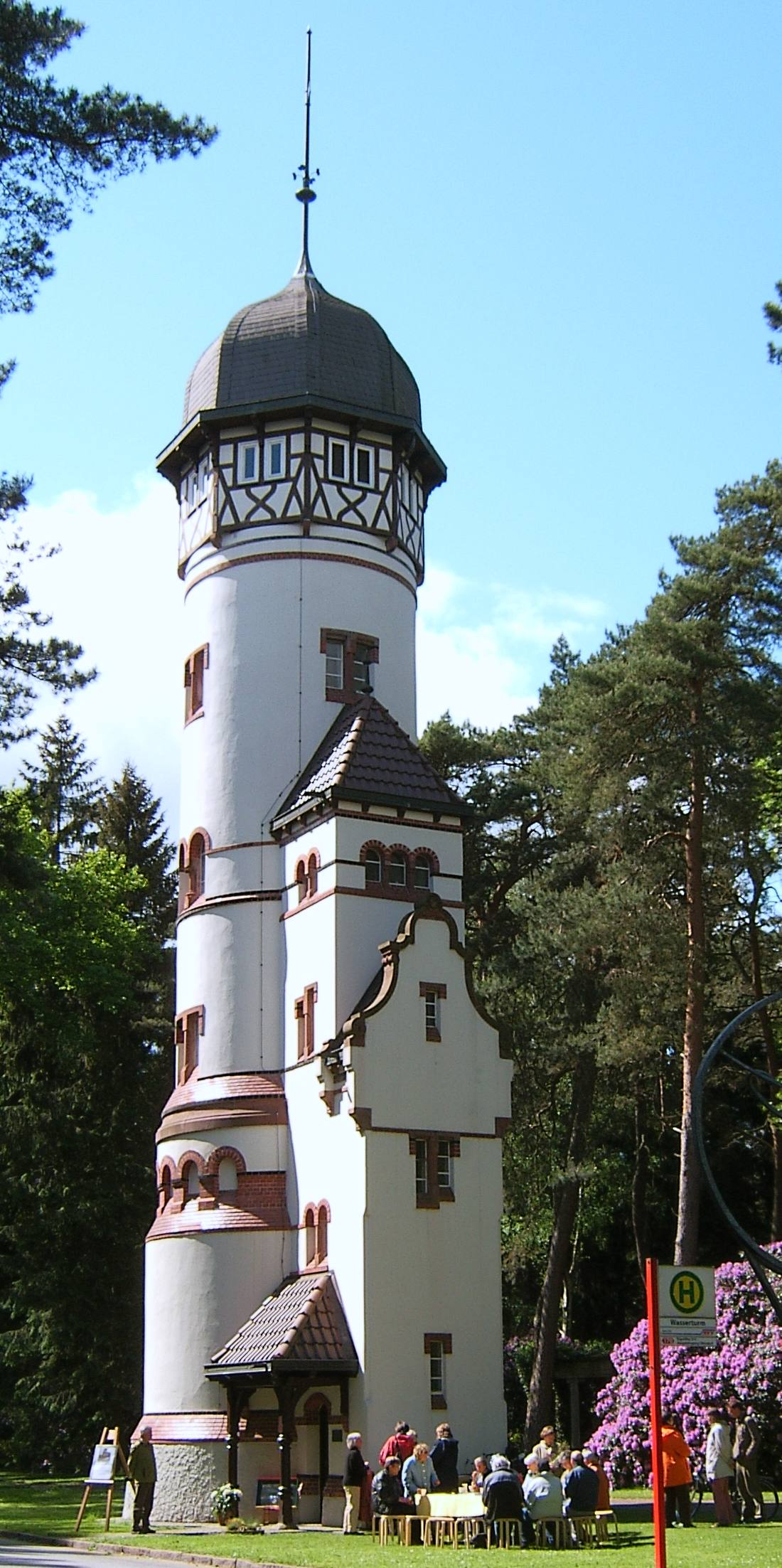
Torre d'aigua
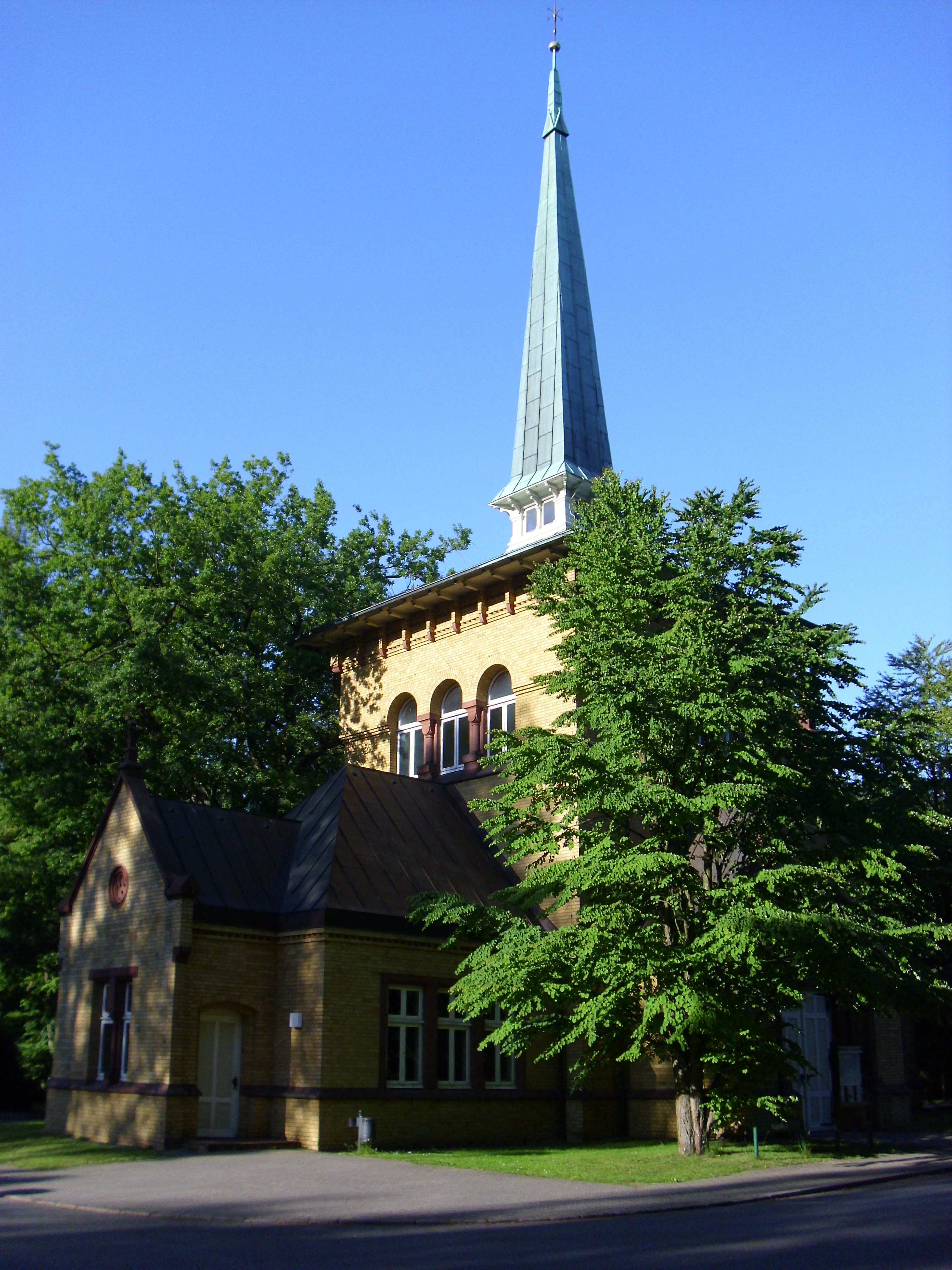
Capella n°2
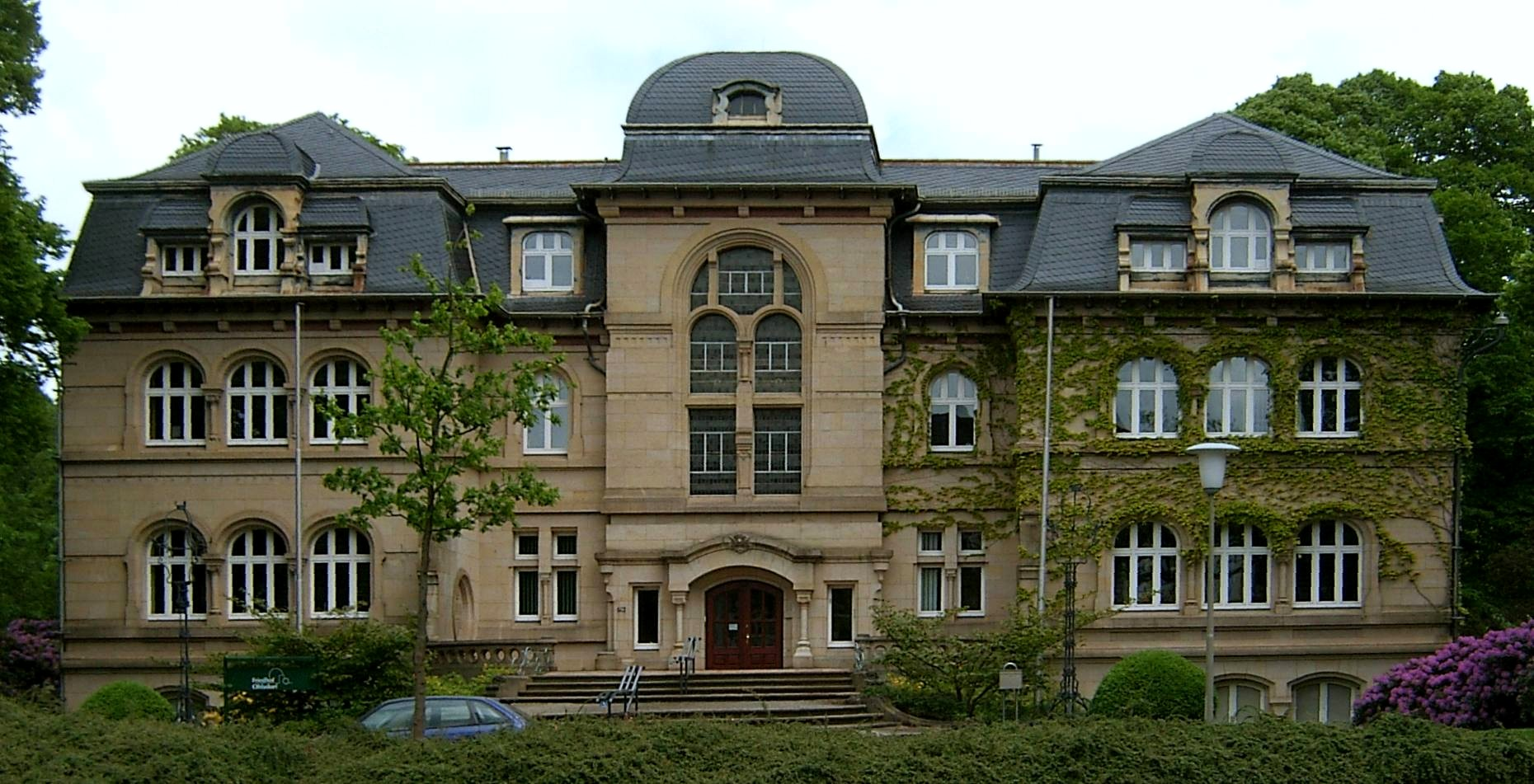
Edifici administratiu
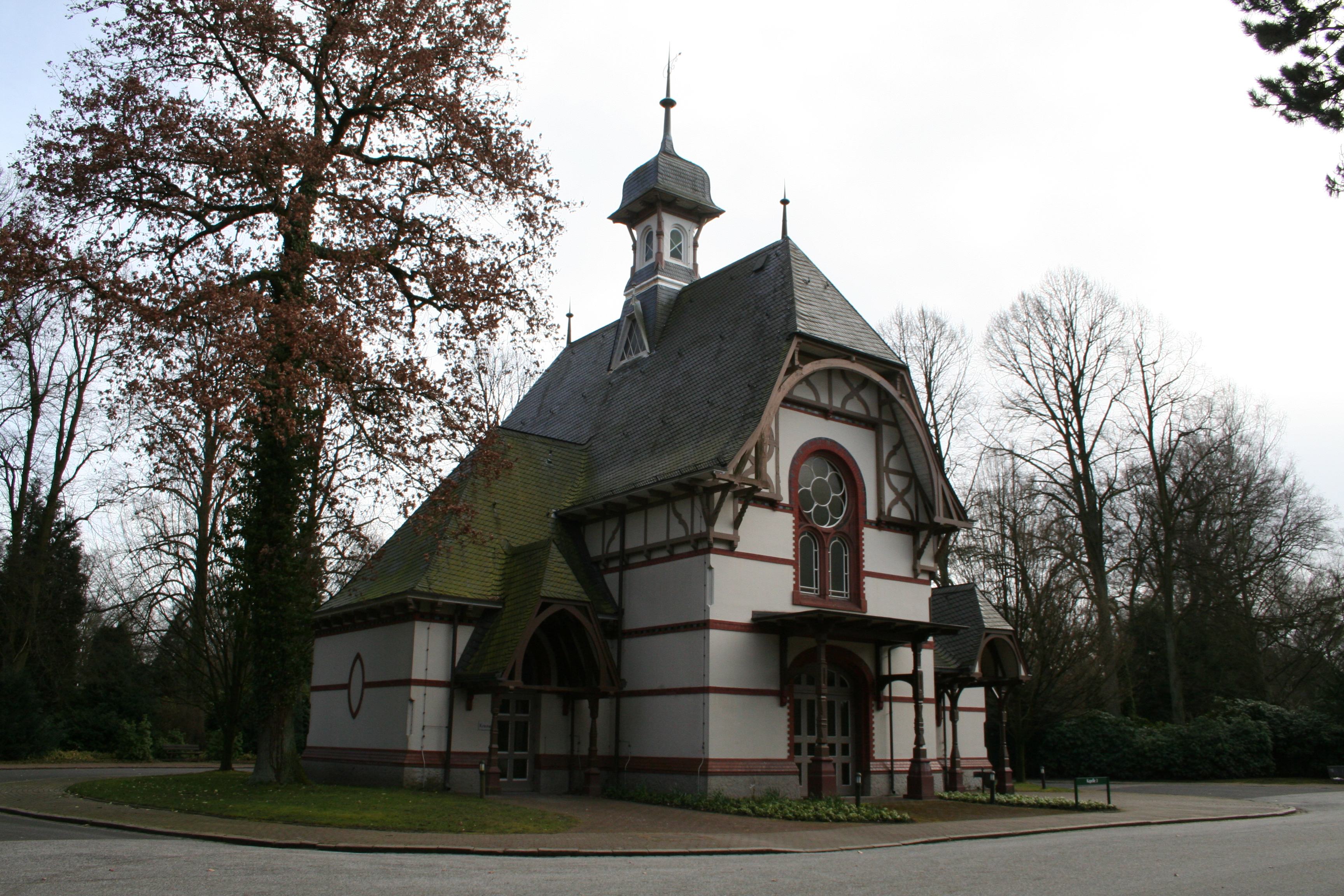
Capella n°3